# Паличкоподібні водомірки
Паличкоподібні водомірки (Hydrometridae) — родина напівводних клопів (Heteroptera). Налічує 147 видів у 7 родах.

## Опис
Це маленькі і середнього розміру клопи, довжиною від 2,7 до 22 мм, часто з дуже видовженим тілом. Забарвлення тіла сіре або коричневе. Поверхня тіла різною мірою вкрита шаром мікроскопічних і макроскопічних волосків. Голова сильно подовжена, зазвичай довша за тулуб, очі розташовані приблизно на половині її довжини. Вусики чотиричленникові. Щиток у вигляді невеликого трикутника. Лапки всіх ніг тричленникові. Передні крила можуть бути добре розвинені або недорозвинені, або взагалі відсутні. Їхня поверхня більш-менш однорідна і повністю склеротизована. У положенні спокою вони лежать більш-менш рівно на животі. Деякі види можуть літати, інші ні.

## Поширення та екологія
Родина є космополітичною, але більшість видів поширені в тропічних регіонах. В Україні трапляється два види. Як і більшість герроморфів, паличкоподібні водомірки пересуваються поверхнею води, але на відміну від водомірок вони мають повільні рухи. Вони живуть у прісній воді, у солонуватій або солоній воді. Вони віддають перевагу стоячим водам і часто також трапляються на довколишніх каменях або водній рослинності. Деякі види є суто наземними.
Вони є хижими комахами і живляться дрібними членистоногими, у тому числі личинками комарів. Ікра відкладається на поверхні рослин, на висоті кілька сантиметрів над поверхнею води.

## Палеонтологія
Викопні представники родини знайдені у відкладах нижньої крейди з Бразилії, у бірманському та балтійському бурштинах. Найдавніші знахідки датуються віком 122,46-112,03 млн років.

## Роди
- Heterocleptinae
  - Heterocleptes
  - Veliometra
- Hydrometrinae
  - Baciliometra
  - Chaetometra
  - Dolichocephalometra
  - Hydrometra
- Limnobatodinae
  - Limnobatodes